# Транспорт Південної Кореї
Транспорт Південної Кореї представлений автомобільним , залізничним , повітряним , водним (морським і річковим)  і трубопровідним , у населених пунктах  та у міжміському сполученні діє громадський транспорт пасажирських перевезень. Площа країни дорівнює 99 720 км² (109-те місце у світі). Форма території країни — відносно компактна, витягнута у субмеридіональному напрямку; максимальна дистанція з півночі на південь — 480 км, зі сходу на захід — 185 км. Географічне положення Південної Кореї дозволяє країні контролювати морські та повітряні транспортні шляхи між країнами Східної Азії.

## Історія становлення і розвитку
Розвиток сучасної інфраструктури Південної Кореї почався з першого корейського п'яти-річного плану розвитку, який діяв з 1962 до 1966. У план входив проєкт по будівництву 275 км залізничних доріг та декількох невеликих автомагістралей. Також до плану входило будівництво швидкісної автостради Кьонбу, яка повинна була з'єднати два великих міста — Сеул та Пусан. Будівництво автостради завершили 7 липня 1970 року.
Вже у 1970 році влада активніше та рішучіше інвестувала у інфраструктурні проекти. Третій п'ятирічний план (1972—1976) вже активніше сконцентровувався на розвитку інфраструктури, так до плану додалося будівництво аеропортів та морських портів. Під час плану у Сеулі почалося будівництво метрополітену, а автошляхи розширені на 487 км. Також масштабні портові проекти були розпочаті у Пхохані, Ульсані, Масані, Інчхоні та Пусані.
У 80-х роках залізниця була модернізована за рахунок електрифікації, а також була розширена. Була збільшена швидкість роботи на основних лініях. Не дивлячись на те, що залізна дорога була більш корисною для транспортировки товарів та грузу, пасажиропотік також ріс. Вже до 1988 року кількість доріг загалом дорівнювала 51 000 км. Мережа швидкісних автострад була розширена для з'єднання дедалі більше населених пунктів, та до кінця десятиліття її довжина дорівнювала 1539 км.

## Автомобільний
Загальна довжина автошляхів у Південній Кореї, станом на 2009 рік, дорівнює 104 983 км, з яких 83 199 км із твердим покриттям (3 779 км швидкісних автомагістралей) і 21 784 км без нього (44-те місце у світі).

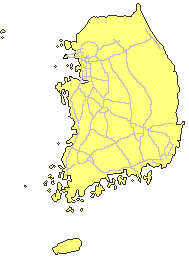
Мапа швидкісних доріг Південної Кореї
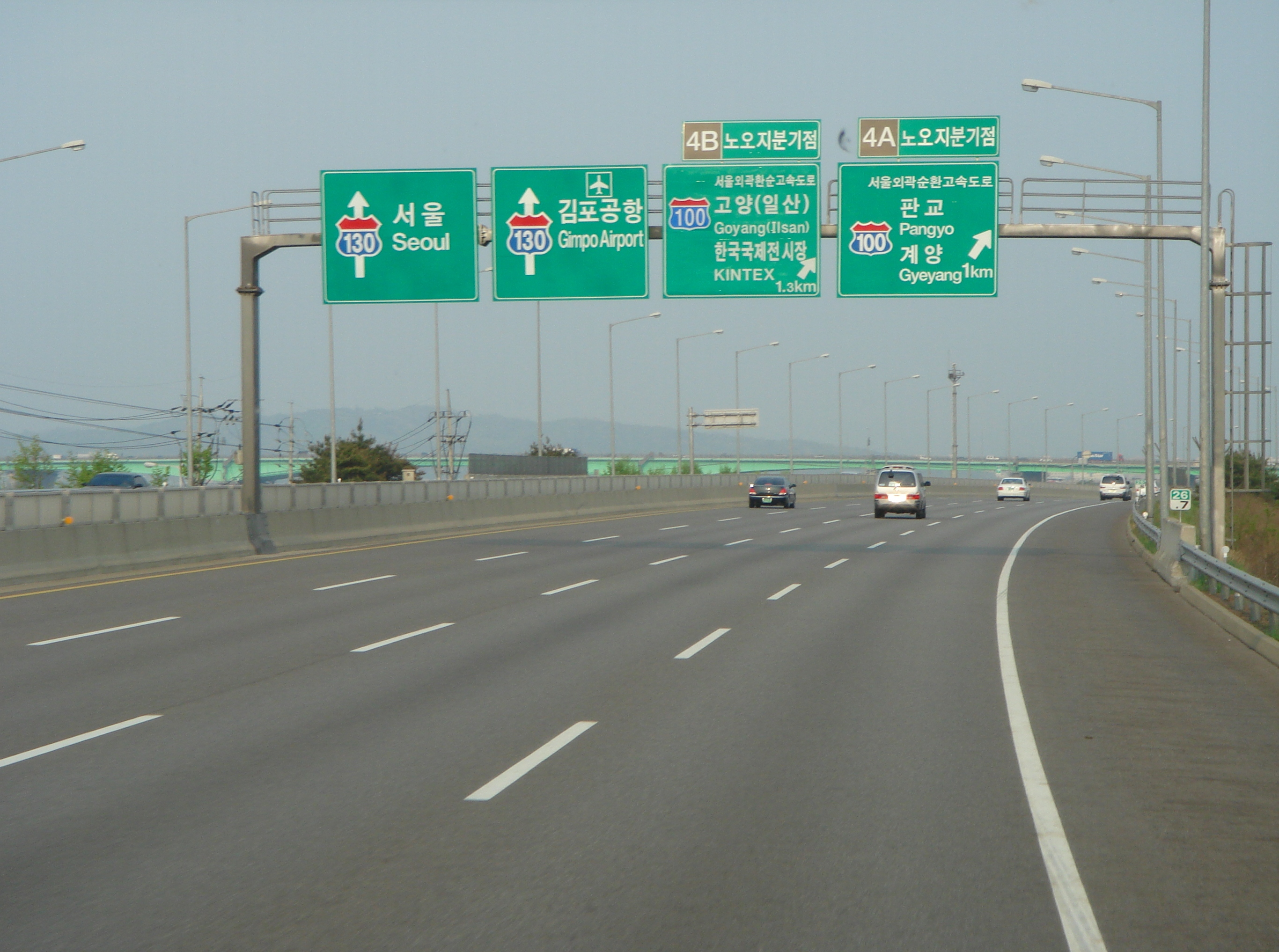
Дорожні знаки на автомагістралях

## Залізничний
Загальна довжина залізничних колій країни, станом на 2014 рік, становила 3 460 км (52-ге місце у світі), з яких 3 460 км стандартної 1435-мм колії (1 422 км електрифіковано).

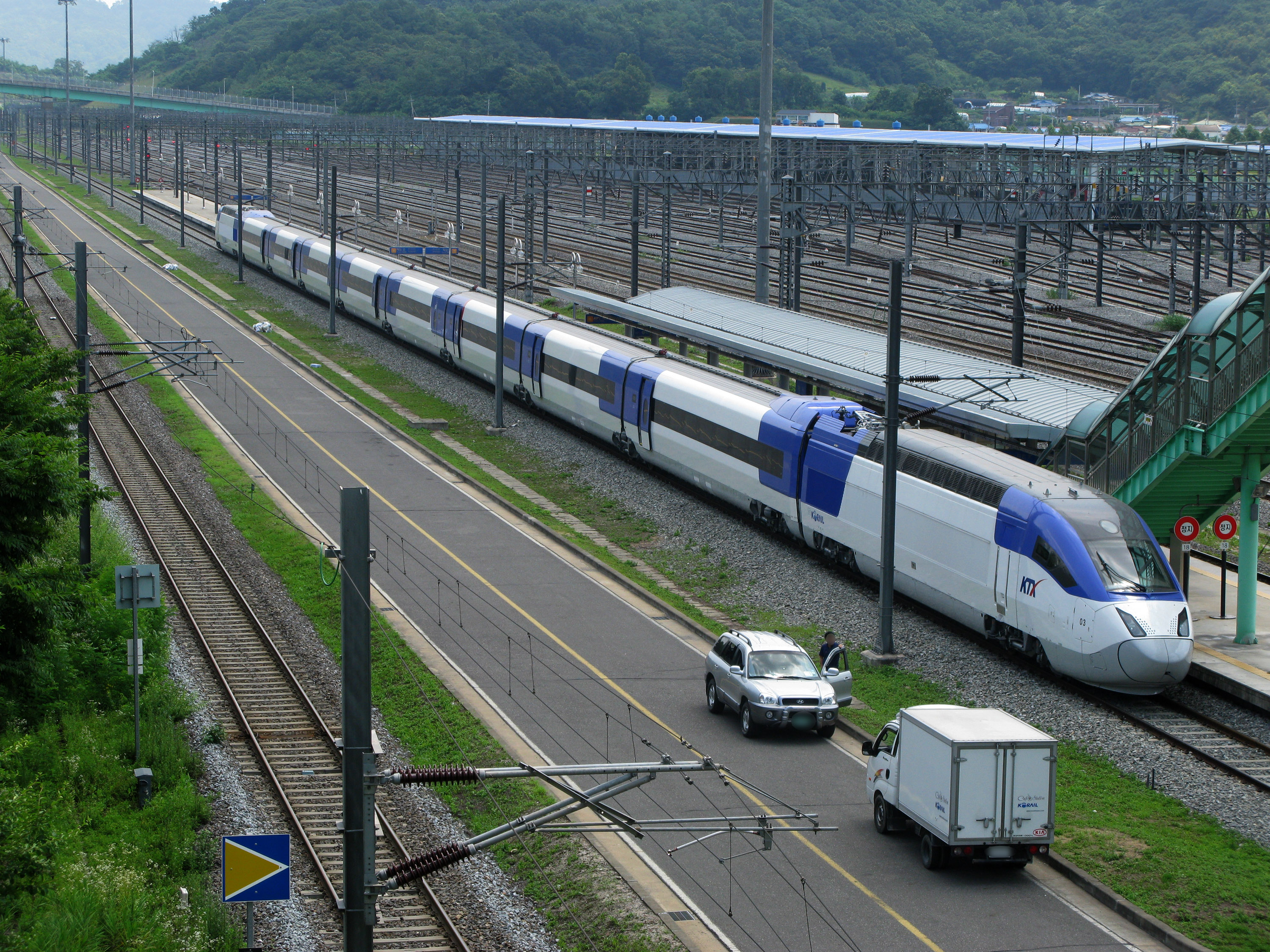
Швидкісні залізниці Korail
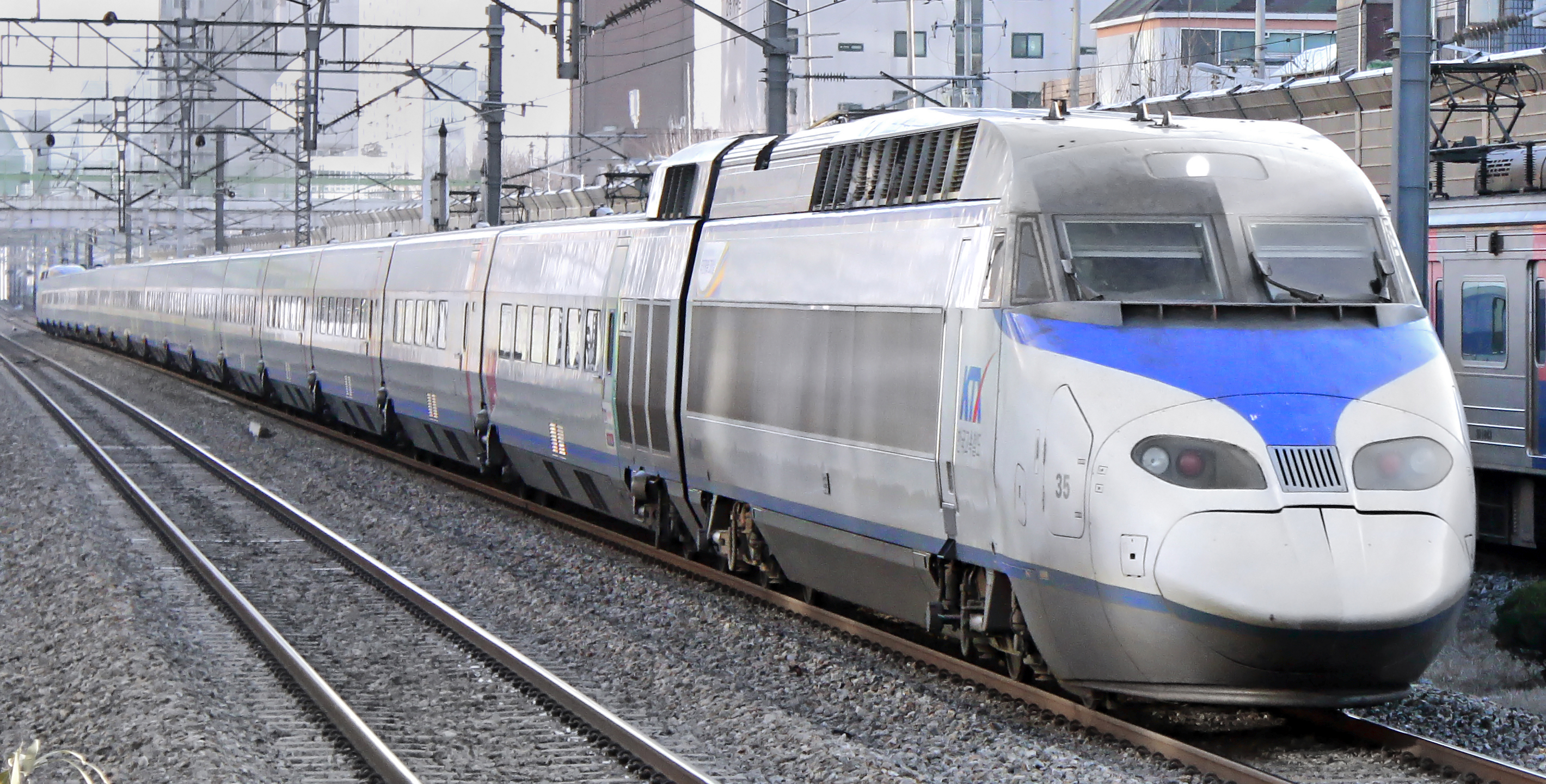
Південнокорейский поїзд KTX
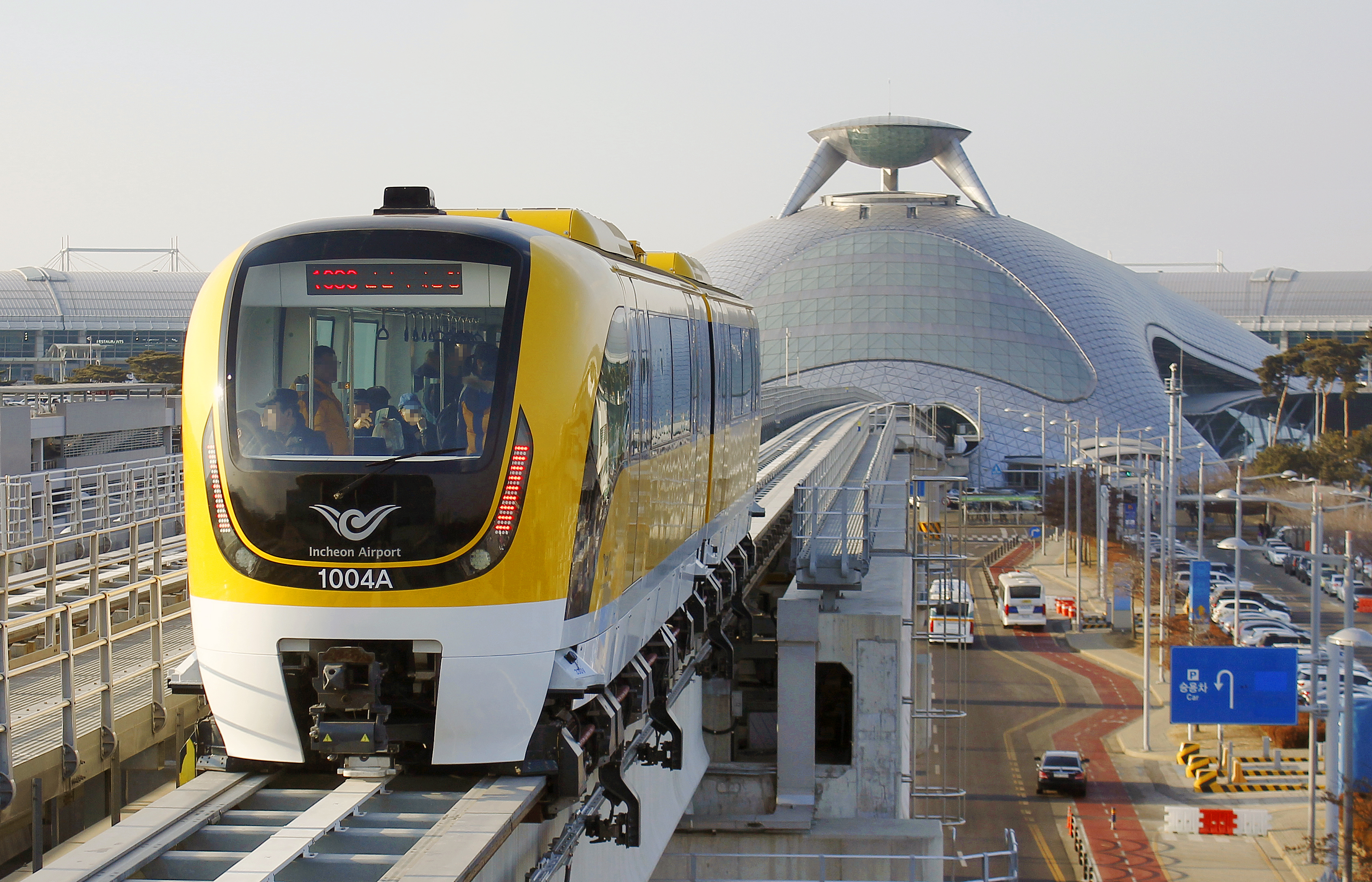
Маглев у аеропорту Інчхона

## Повітряний
У країні, станом на 2013 рік, діє 111 аеропортів (53-тє місце у світі), з них 71 із твердим покриттям злітно-посадкових смуг і 40 із ґрунтовим. Аеропорти країни за довжиною злітно-посадкових смуг розподіляються так (у дужках окремо кількість без твердого покриття):
- довші за 10 тис. футів (>3047 м) — 4 (0);
- від 10 тис. до 8 тис. футів (3047-2438 м) — 19 (0);
- від 8 тис. до 5 тис. футів (2437—1524 м) — 12 (0);
- від 5 тис. до 3 тис. футів (1523—914 м) — 13 (2);
- коротші за 3 тис. футів (<914 м) — 23 (38)[1].

У країні, станом на 2015 рік, зареєстровано 12 компанії авіаперевізників, які оперують 348 повітряними суднами. За 2015 рік загальний пасажирообіг на внутрішніх і міжнародних рейсах становив 65,48 млн осіб. За 2015 рік повітряним транспортом було перевезено 11,29 млрд тонно-кілометрів вантажів (без врахування багажу пасажирів).
У країні, станом на 2013 рік, споруджено і діє 466 гелікоптерних майданчиків.

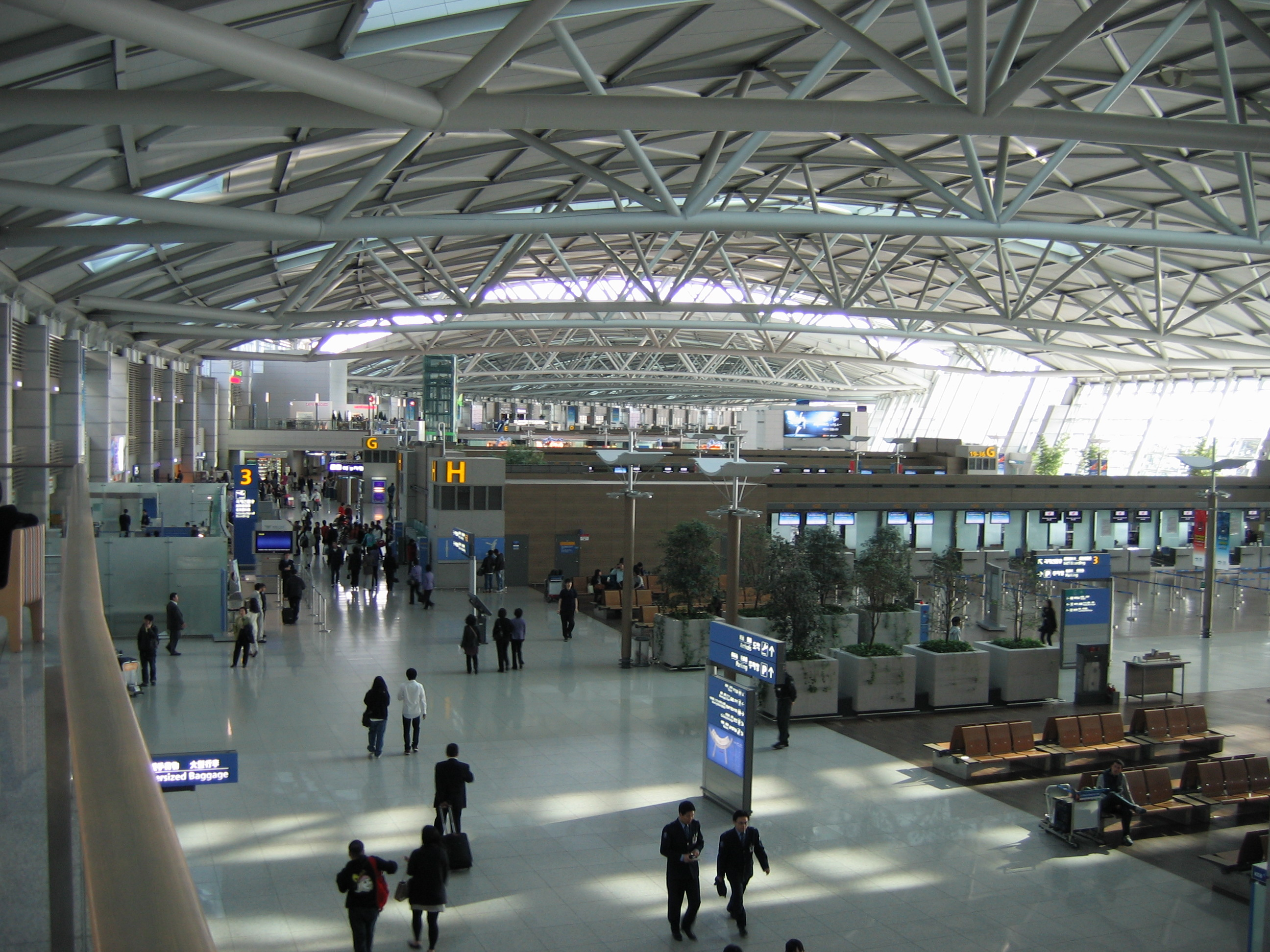
Інчхонський міжнародний аеропорт

Південна Корея є членом Міжнародної організації цивільної авіації (ICAO). Згідно зі статтею 20 Чиказької конвенції про міжнародну цивільну авіацію 1944 року, Міжнародна організація цивільної авіації для повітряних суден країни, станом на 2016 рік, закріпила реєстраційний префікс — HL, заснований на радіопозивних, виділених Міжнародним союзом електрозв'язку (ITU). Аеропорти Південної Кореї мають літерний код ІКАО, що починається з — RK.

## Водний

### Морський
Головні морські порти країни: Пусан, Інчхон, Гунсан, Кваньянг, Мокпхо, Пхохан, Ульсан, Йосу. Річний вантажообіг контейнерних терміналів (дані за 2011 рік): Пусан — 16,16 млн, Кваньянг — 2,06 млн, Інчхон — 1,92 млн контейнерів (TEU). СПГ-термінали для імпорту скрапленого природного газу діють у портах: Інчхон, Кваньянг, Пхентхек, Самчеок, Тхонен, Йосу.

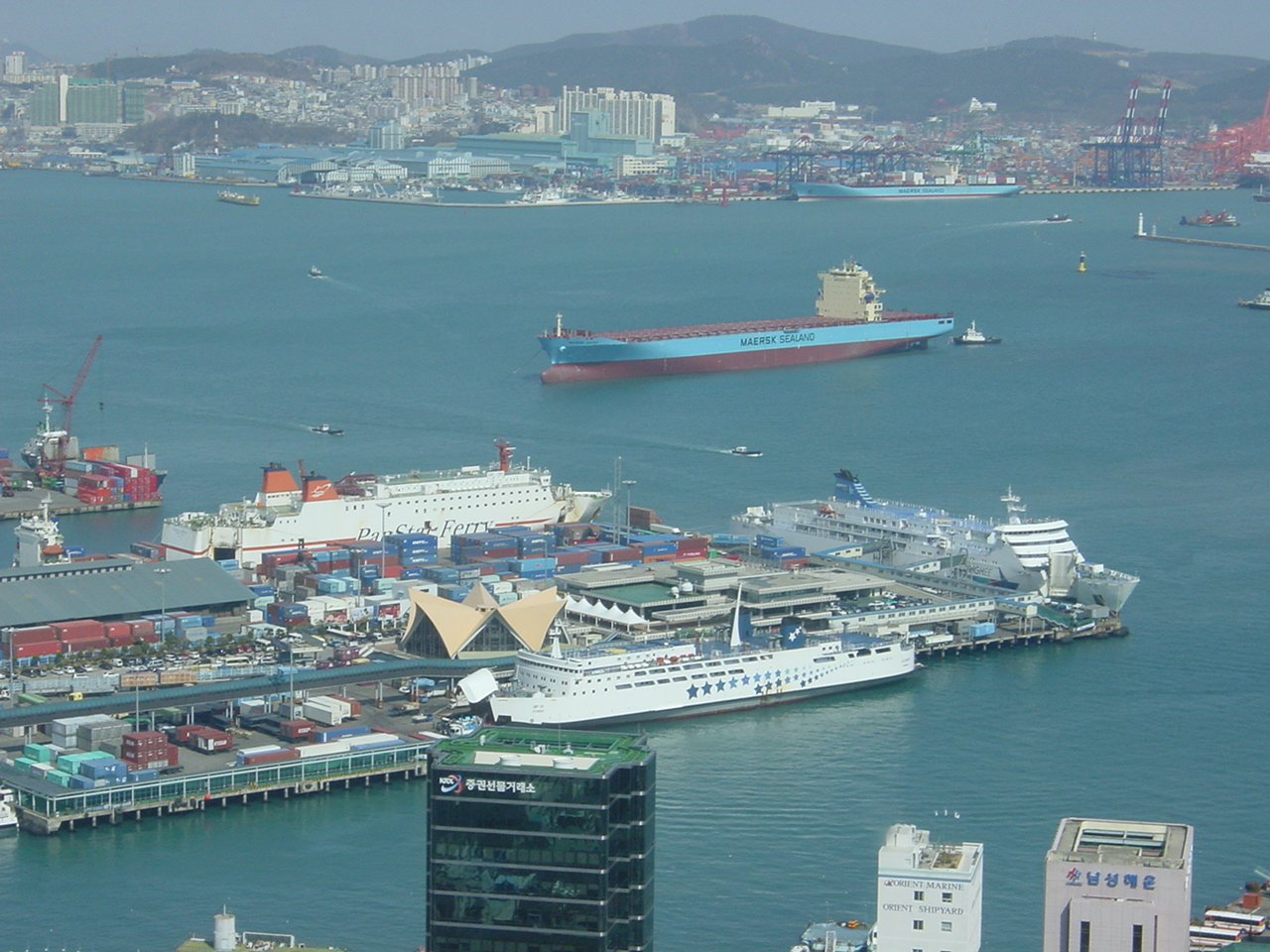
Морський порт Пусана
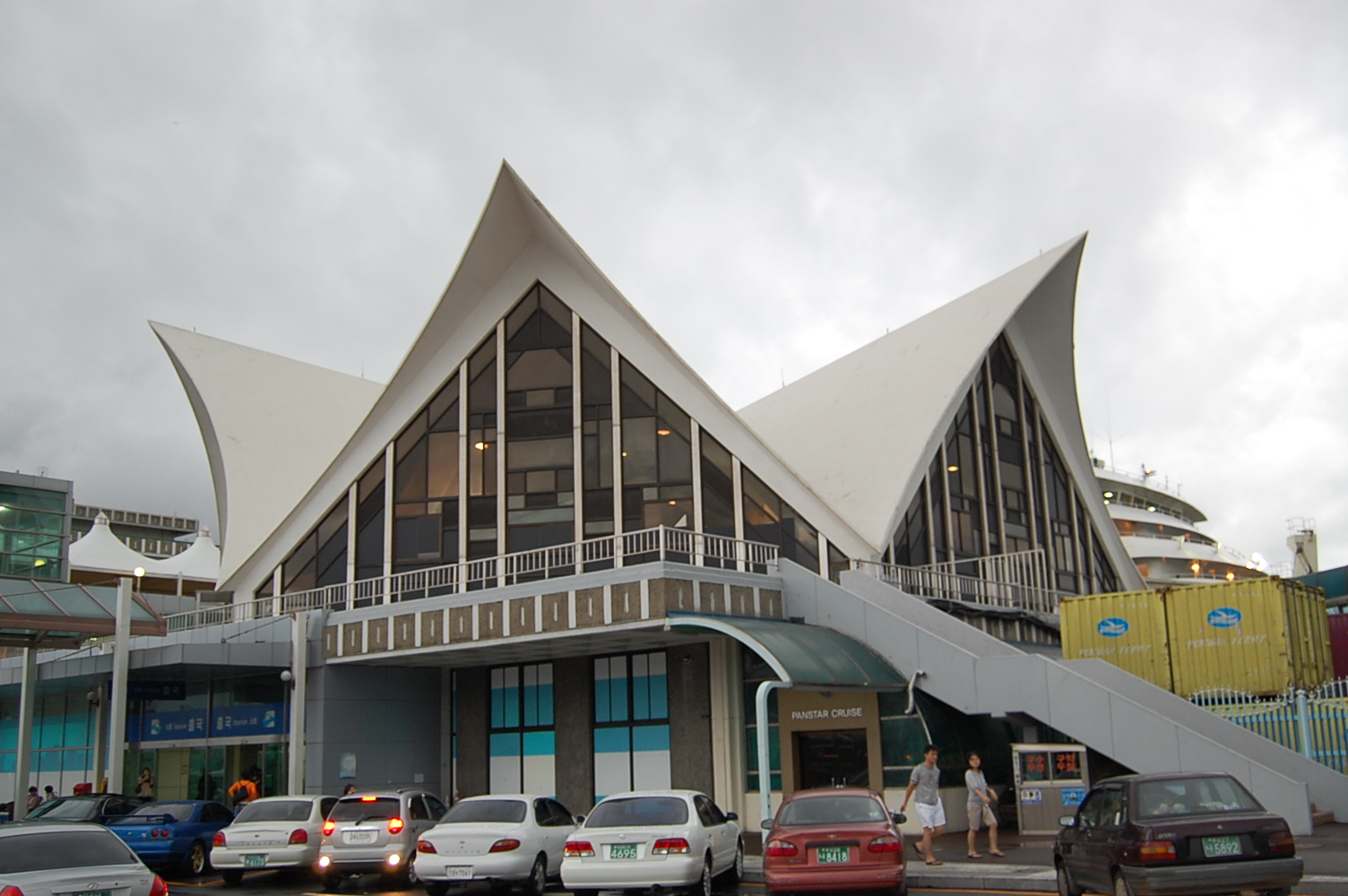
Термінал Пусанського парому

Морський торговий флот країни, станом на 2010 рік, складався з 786 морських суден з тоннажем понад 1 тис. реєстрових тонн (GRT) кожне (14-те місце у світі), з яких: балкерів — 191, суховантажів — 235, інших вантажних суден — 8, танкерів для хімічної продукції — 130, контейнеровозів — 72, газовозів — 44, пасажирських суден — 5, вантажно-пасажирських суден — 15, нафтових танкерів — 55, рефрижераторів — 15, ролкерів — 10, автовозів — 6.
Станом на 2010 рік, кількість морських торгових суден, що ходять під прапором країни, але є власністю інших держав — 31 (Китайської Народної Республіки — 6, Франції — 2, Японії — 14, Тайваню — 1, Сполучених Штатів Америки — 8); зареєстровані під прапорами інших країн — 457 (Багамських Островів — 1, Камбоджі — 10, Гани — 1, Гондурасу — 6, Гонконгу — 3, Індонезії — 2, Кірибаті — 1, Ліберії — 2, Мальти — 2, Маршаллових Островів — 41, Північної Кореї — 1, Панами — 373, Філіппінам — 1, Російської Федерації — 1, Сінгапуру — 3, Тувалу — 1, невстановленої приналежності — 8).

### Річковий
Загальна довжина судноплавних ділянок річок і водних шляхів, доступних для суден з малим дедвейтом, 2011 року становила 1 600 км (50-те місце у світі).

## Трубопровідний
Загальна довжина газогонів в Південній Кореї, станом на 2013 рік, становила 2 216 км; нафтогонів — 16 км; продуктогонів — 889 км.

## Міський громадський
У шести містах Південної Кореї працює метрополітен: Сеул — 1974 рік, Пусан — 1985 рік, Тегу — 1997 рік, Інчхон — 1999 рік, Кванджу — 2004 рік, Теджон — 2006 рік.

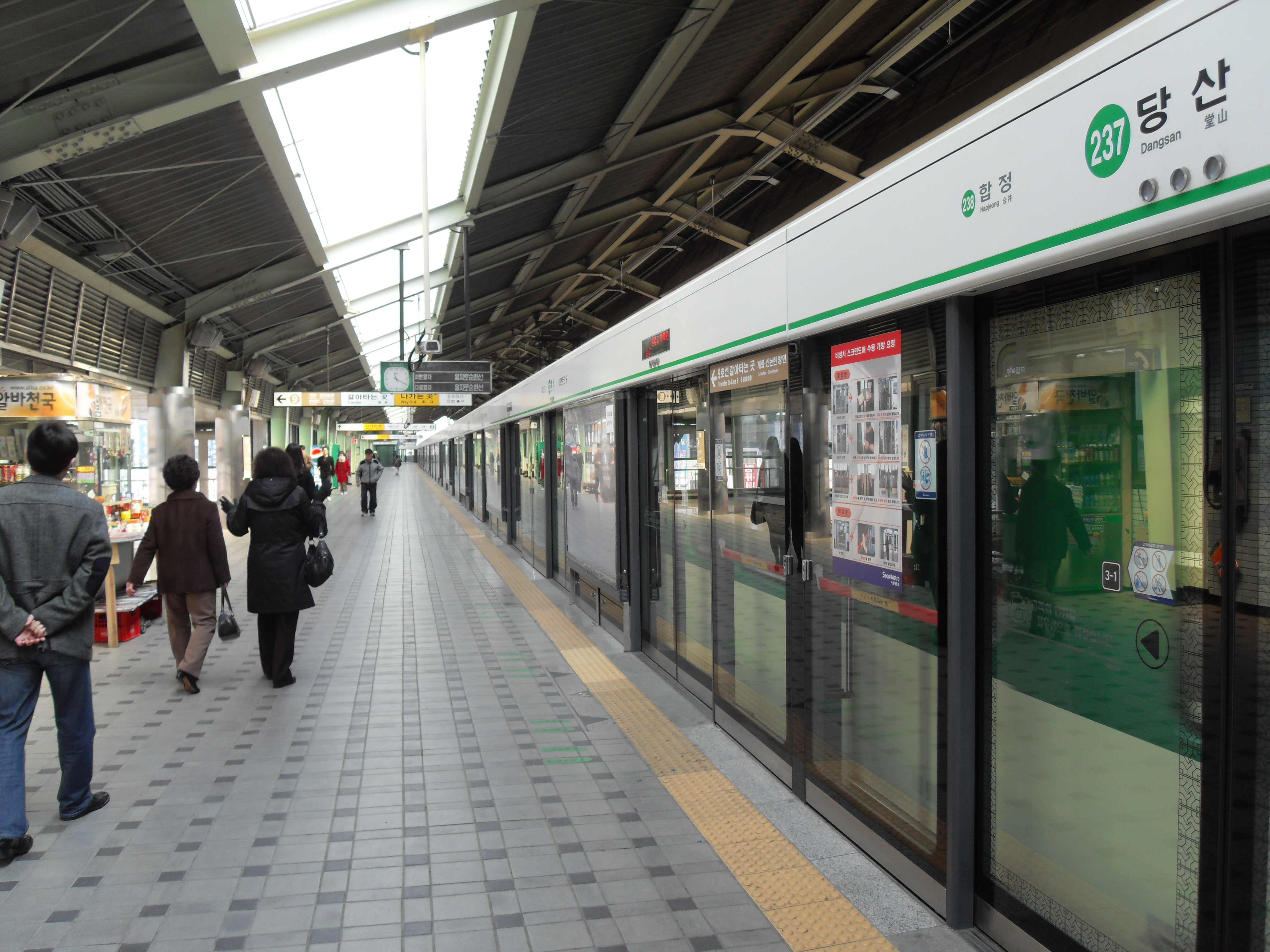
Метрополітен Сеула
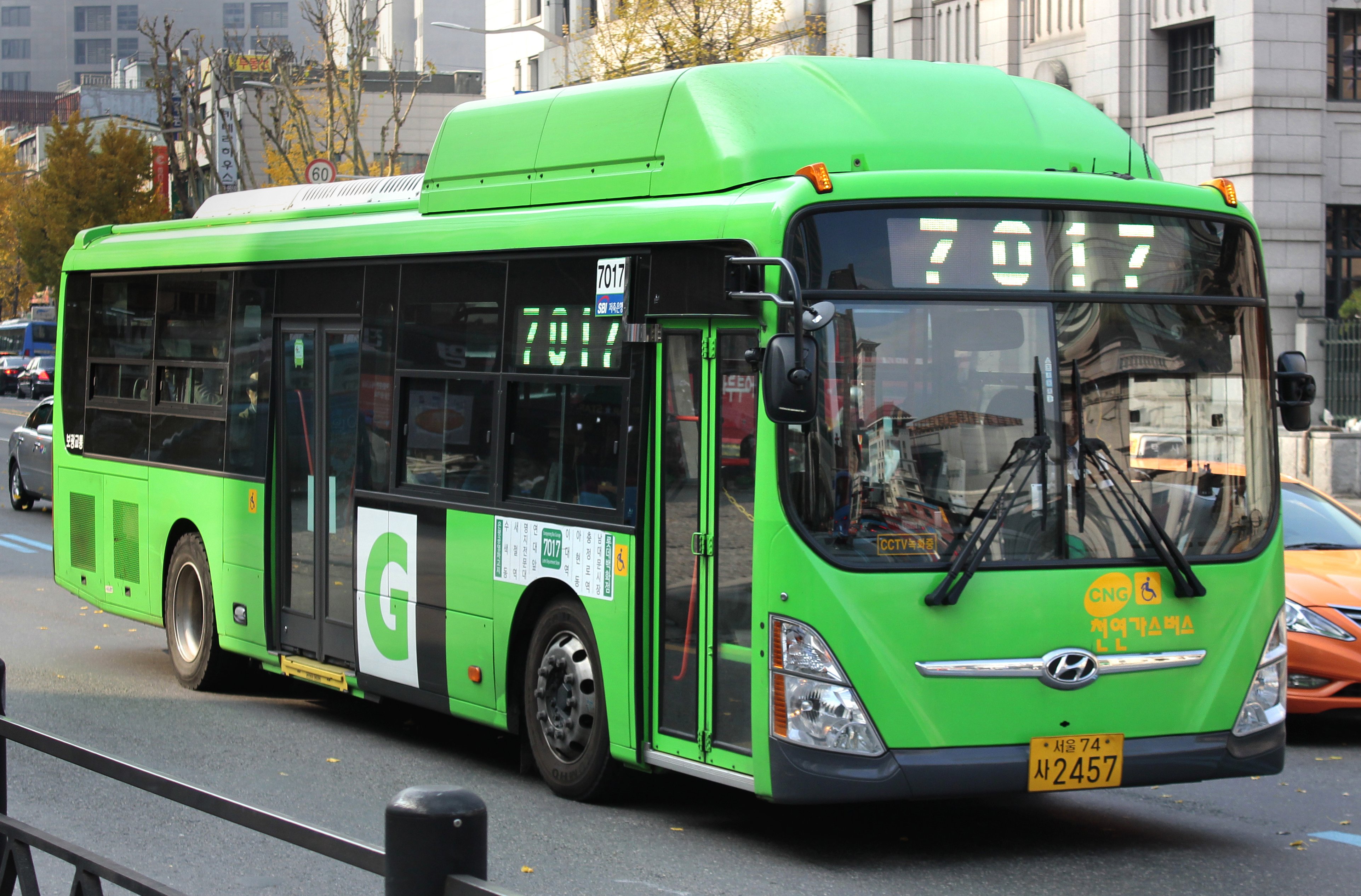
Міський автобус Сеула

## Державне управління
Держава здійснює управління транспортною інфраструктурою країни через міністерство землевпорядкування, інфраструктури і транспорту. Станом на 16 вересня 2016 року міністерство в уряді Хван Кьо Ана очолював Канг Хо Ин.

### Українською
- Атлас. 10-11 клас. Економічна і соціальна географія світу / упорядники :  О. Я. Скуратович, Н. І. Чанцева. — К. : ДНВП «Картографія», 2010. — ISBN 978-966-475-639-3.
- Атлас світу / голов. ред. І. С. Руденко ; зав. ред. В. В. Радченко ; відп. ред. О. В. Вакуленко. — К. : ДНВП «Картографія», 2005. — 336 с. — ISBN 9666315467.
- Безуглий В. В. Економічна і соціальна географія зарубіжних країн : Навчальний посібник. — К. : ВЦ «Академія», 2007. — 704 с. — ISBN 978-966-580-239-6.
- Безуглий В. В., Козинець С. В. Регіональна економічна і соціальна географія світу : Навчальний посібник. — видання 2-ге, доп., перероб. — К. : ВЦ «Академія», 2007. — 688 с. — ISBN 966-580-144-9.
- Головченко В., Кравчук О. Країнознавство: Азія, Африка, Латинська Америка, Австралія і Океанія. — К., 2006. — 335 с. — ISBN 966-8939-04-2.
- Дахно І. І. Країни світу: Енциклопедичний довідник / І. І. Дахно, С. М. Тимофієв. — К. : Мапа, 2011. — 606 с. — (Бібліотека нового українця) — ISBN 978-966-8804-23-6.
- Дахно І. І. Економічна географія зарубіжних країн : навчальний посібник. — К. : Центр учбової літератури, 2014. — 319 с. — ISBN 978-611-01-0682-5.
- Дорошенко В. І. Географія транспорту : Навчальний посібник / В. І. Дорошенко, К. Д. Діденко. — К. : Київський нац. ун-т ім. Т. Шевченка, 2010. — 183 с. — ISBN 978-966-439-329-1.
- Дубович І. А. Країнознавчий словник-довідник. — 5-те вид., перероб. і доп. — К. : Знання, 2008. — 839 с. — ISBN 978-966-346-330-8.
- Економічна і соціальна географія країн світу : Навчальний посібник / За ред. С. П. Кузика. — Л. : Світ, 2002. — 672 с. — ISBN 966-603-178-7.
- Зарубіжна транспортна географія : навчальний посібник / уклад. : Петрашевський О. Л. и др. — К. : Національний транспортний університет, 2015. — 95 с. — ISBN 978-966-632-227-5.
- Ігнатьєв П. М. Країнознавство: Країни Азії. — Ч. : Книги-ХХІ, 2004. — 383 с. — ISBN 966-8029-53-4.
- Книш М. М., Мамчур О. І. Регіональна економічна і соціальна географія світу (Латинська Америка та Карибські країни, Африка, Азія, Океанія) : навч. посіб. — Л. : ЛНУ ім. Івана Франка, 2013. — 368 с. — ISBN 978-617-10-0007-0.
- Юрківський В. М. Регіональна економічна і соціальна географія. Зарубіжні країни : Підручник. — К. : Либідь, 2001. — 416 с. — ISBN 966-06-0092-5.

### Англійською
- (англ.) Modern Transport Geography / Hoyle, B. and R. Knowles (eds). — Second Edition,. — London : Wiley, 1998.
- (англ.) Rodrigue, J-P. The Geography of Transport Systems. — Fourth Edition. — N. Y. : Routledge, 2017. — 440 с. — ISBN 978-1138669574.
- (англ.) Taaffe E. J., Gauthier H. L. and O'Kelly M. E. Geography of transportation. — Second Edition. — N. Y. : Prentice Hall, 1996. — ISBN 0-13-368572-1.
- (англ.) Black, W. Transportation: A Geographical Analysis. — N. Y. : Guilford, 2003.

### Російською
- (рос.) Максаковский В. П. Географическая картина мира. Книга I: Общая характеристика мира. — М. : Дрофа, 2008. — 495 с. — ISBN 978-5-358-05275-8.
- (рос.) Максаковский В. П. Географическая картина мира. Книга II: Региональная характеристика мира. — М. : Дрофа, 2009. — 480 с. — ISBN 978-5-358-06280-1.
- (рос.) Физико-географический атлас мира. — М. : Академия наук СССР и главное управление геодезии и картографии ГГК СССР, 1964. — 298 с.
- (рос.) Шаповал Н. С. Транспортная география и транспортные системы мира : учебное пособие. — К. : Центр учбової літератури, 2006. — 188 с. — ISBN 000-0000-00-4.
- (рос.) Экономическая, социальная и политическая география мира. Регионы и страны / под ред. С. Б. Лаврова, Н. В. Каледина. — М. : Гардарики, 2002. — 928 с. — ISBN 5-8297-0039-5.
- (рос.) Энциклопедия стран мира / глав. ред. Н. А. Симония. — М. : НПО «Экономика» РАН, отделение общественных наук, 2004. — 1319 с. — ISBN 5-282-02318-0.